# Katja Jossi
Katja Jossi (10 agosto 1978) è un'ex sciatrice alpina svizzera.

## Biografia
Originaria di Meiringen, la Jossi esordì in Coppa Europa il 7 dicembre 1996 a Špindlerův Mlýn in slalom speciale (35ª) e in Coppa del Mondo il 17 gennaio 1999 a Sankt Anton am Arlberg nella medesima specialità, senza completare la prova. Il 20 gennaio 2001 prese per l'ultima volta il via in Coppa del Mondo, a Berchtesgaden in slalom speciale senza completare la prova (non portò a termine nessuna della 9 gare nel massimo circuito internazionale cui prese parte, tutte slalom speciali), e pochi giorni dopo, il 24 gennaio, ottenne l'unico podio in Coppa Europa, a Rogla sempre in slalom speciale (2ª). Si ritirò al termine di quella stessa stagione 2001-2002 e la sua ultima gara fu uno slalom speciale FIS disputato il 14 aprile a Lenzerheide, chiuso dalla Jossi al 15º posto; non prese parte a rassegne olimpiche o iridate.

## Palmarès

### Coppa Europa
- Miglior piazzamento in classifica generale: 22ª nel 2002
- 1 podio:
  - 1 secondo posto